# Prosoplus sinuatofasciatus
Prosoplus sinuatofasciatus är en skalbaggsart. Prosoplus sinuatofasciatus ingår i släktet Prosoplus och familjen långhorningar.

## Underarter
Arten delas in i följande underarter:
- P. s. woodlarkianus
- P. s. sinuatofasciatus